# 뉴스보이 (영화)
《뉴스보이》(Newsies)는 월트 디즈니 컴퍼니의 1992년작 뮤지컬 영화이다.1899년 뉴욕에서 실제로 일어났던 신문배달소년 파업사건을 배경으로 제작되었다. 케니 오테가가 감독하였으며 크리스찬 베일이 주연으로 출연했다. 2011년부터 이 작품을 바탕으로 한 뮤지컬 뉴시스가 공연을 시작했다.

## 출연

### 주연
- 크리스찬 베일
- 데이빗 모스코

### 조연
- 루크 에드워즈
- 맥스 카셀라
- 마티 벨라프스키
- 아비에 로우 주니어
- 아론 로어
- 트레이 파커
- 가브리엘 데이몬
- 디 캐스페리
- 조셉 콘라드
- 도미닉 맬도나도

## 기타
- 협력프로듀서: 아이라 슈먼
- 협력프로듀서: 마리앤 스위니
- 미술: 윌리암 샌델
- 의상: 메이 루스